# Мицела
Мицела је скуп колоидних димензија које настају приликом растварања и груписања линеарних молекула који имају поларну групу (на пример –СООН) на једном крају, а неполарну групу (на пример СН3(СН2)n-) на другом крају.

## Формирање
Молекули површински активних супстанци (тензиди) у врло разблаженим растворима  граде праве растворе, док се при повећаним концентрацијама стварају мицеларни колоидни раствори услед стварања мицела. До формирања мицела долази када концентрација молекула тензида у воденим растворима прекорачи одређену концентрацију тзв.критичну концентрацију мицеле (ЦМЦ). Оне настају зато што се молекули поларних растварача (воде) везују за поларне групе молекула у раствору, које тиме постају солватисане (хидратисане), настојећи истовремено да „истисну“ из додира са растварачем неполарне групе (хидрофобни ефекат). Због тога се молекули групишу у мицеле у којима су поларни (лиофилни) делови свих молекула окренути ка поларном растварачу, а неполарни (лиофобни) делови свих молекула су окренути ка унутрашњем делу тако формиране мицеле.
У неполарном растварачу је обрнуто: ка растварачу су окренути неполарни делови молекула, а према унутрашњости мицеле су окренути поларни делови молекула. Мицеларни колоиди имају зато својства лиофилних колоида. Најпознатији мицеларни колоиди су сапуни и детерџенти.

## Класификација
Највећи број мицела које се могу наћи у природи се могу, према облику и структури класификовати у једну од следећих категорија:
- Сферне мицеле – за њих је карактеристичан мали агрегациони број (до 100 мономера)
- Издужене цилиндричне мицеле – облик ових мицела може да варира од фигуре која се добија ротирањем елипсе око њенњ дуже осе до цевастог облика
- Ламеларне мицеле – велике мицеле налик диску
- Везикуле – садрже ламеларне структуре организоване на тај начин да образују једну сферу (везикуле) или концентричне сфере (липозоми).[3]

## Примена
Када су тензиди присутни изнад критичне концентрације мицела (ЦМЦ), они могу деловати као емулгатори који ће дозволити да се једињење које је обично нерастворљиво (у растварачу који се користи) раствара. То се дешава зато што се нерастворне врсте могу уградити у језгро мицеле, која се сама раствара у масном растварачу захваљујући повољним интеракцијама главних група са врстама растварача. Најчешћи пример ове појаве су детерџенти који чисте слабо растворљиве липофилне материјале (попут уља и воскова) који се не могу одстранити само водом. Средства за чишћење такође смањују површински напон воде и на тај начин олакшавају уклањање материјала са површине.
Мицеларна формација је неопходна за апсорпцију витамина растворљивих у мастима и компликованих липида у људском телу. Жучне соли формиране у јетри и њихово излучивање преко жучне кесице омогућено је стварњем мицела масних киселина. Ово омогућава апсорпцију компликованих липида (нпр. Лецитина) и витамина растворљивих у липидима (А, Д, Е и К) унутар мицела у танком цреву.
Током процеса згрушавања млека, протеазе делују на растворљиви део казеина, κ-казеин, стварајући тако нестабилно мицеларно стање што резултира стварањем угрушка.
Мицеле се такође могу користити за циљано уношење лекова у облику наночестица злата.